# Itay Mostovoy
Itay Mostovoy (* 3. Juli 2001 in Tzoran-Kadima) ist ein israelischer Eishockeyspieler, der seit 2022 bei den Tel Aviv Admirals in der israelischen Eishockeyliga spielt. Daneben spielt er auch in der Sommerliga „Israel Elite Hockey League“, wo er seit 2023 beim HC Netanya auf dem Eis steht.

## Karriere
Itay Mostovoy begann seine Karriere als Eishockeyspieler bei den Tzoran Falcons in seiner Heimatgemeinde. Nachdem er 2016/17 in Österreich für die europäische Abteilung des Okanagan HC in der Erste Bank Juniors League und der Erste Bank Young Stars League gespielt hatte, ging er in die Vereinigten Staaten, wo er zunächst für die Bosten Shamrocks in der East Coast Elite League spielte. Seit 2019 spielt er für die Mannschaft der Hoosac School im System der United States High School Preparatory. 2022 kehrte er nach Israel zurück und spielt seither bei den Tel Aviv Admirals in der israelischen Eishockeyliga. Daneben spielt er auch in der Sommerliga „Israel Elite Hockey League“, wo er seit 2023 beim HC Netanya auf dem Eis steht.

### International
Im Juniorenbereich stand Mostovoy bei den U18-Weltmeisterschaften 2017, 2018 und 2019 jeweils in der Division III sowie den U20-Weltmeisterschaften 2017 und 2018 in der Division III und 2019 in der Division II auf dem Eis.
Mit der Herren-Nationalmannschaft nahm Mostovoy erstmas als 17-Jähriger an der Weltmeisterschaft der Division II 2019 teil, als den Israelis der Aufstieg von der B- in die A-Gruppe der Division gelang. Zudem vertrat er seine Farben bei der Qualifikation für die Olympischen Winterspiele in Peking 2022.

## Erfolge und Auszeichnungen
- 2018 Aufstieg in die Division II, Gruppe B, bei der U20-Weltmeisterschaft der Division III
- 2019 Aufstieg in die Division II, Gruppe A bei der Weltmeisterschaft der Division II, Gruppe B